# 野わけ
『野わけ』（のわけ）は、渡辺淳一の小説。女性ファッション雑誌『non-no』の1972年6月20日号から1973年8月20日号に連載された。単行本は1974年に集英社から初出版、後に文春文庫、集英社文庫、角川文庫からそれぞれ出版された。本項目では、同作を原作としたテレビドラマについても記述する。

## ストーリー
舞台は初夏から野分吹く秋にかけての京都。ヒロインは東山総合病院輸血部で働く血液検査技師の有沢迪子。ある時、迪子の不注意な発言がきっかけで再生不良性貧血の子供の患者の輸血が止められるという事件が起こる。部長の阿久津恭造は迪子を怒鳴りつける。しかし一方で、迪子は妻子ある恭造を愛するようになる。恭造の義弟・辻村圭次の見合いを買って出たこともあったが、そのうちどんどん恭造に傾き「自分のものにしたい」欲が増し、妻への嫉妬も増すばかり。迪子は5か月後に秋野友彦との結婚を控えている身だったが…、その秋野もバーの女・安井時子と関係を持っており、それを知った迪子は恭造との愛と板挟みになりながら悩む。一時は恭造との別れを願掛けて無言詣でをするも愛は断ち切れず、やがて義弟・圭次にも迪子と恭造の関係を知られ、ますます波瀾を呼ぶ…。

## テレビドラマ
1975年5月8日から1975年9月25日まで、毎週木曜日21:00〜21:55の枠で放映。全21話。VTRを駆使し、神社仏閣、自然、街並みなど京都の風景を押し出した演出もされていた。

### 出演
- 有沢迪子：大谷直子
- 阿久津恭造：津川雅彦
- 辻村圭次：古谷一行 - 恭造の義弟
- 阿久津晶子：浜木綿子 - 恭造の妻
- 秋野友彦：小坂一也
- 有沢亮子：岡崎友紀 - 迪子の妹
- 安井時子：本阿弥周子
- 有沢敏雄：下元勉 - 迪子の父
- 秋野ゆき：阿部寿美子 - 友彦の母
- 宮子：二宮さよ子 - 迪子の同僚
- 土屋修一：大和田獏
- 河野早苗：鳳八千代
- 木村町子：夏純子
- 大原伸代：上村香子
- 牧寛之
- 井原千寿子
- 三景啓司
- 新地和子
- 池田恭子
- 飯野院長：芦田伸介
- ナレーション：細川俊之

### スタッフ
- プロデューサー：森開逞次、香坂信之
- 原作：渡辺淳一
- 脚本：石松愛弘
- 演出：鶴橋康夫
- 音楽：坂田晃一
- 効果：諸橋毅一
- 撮影技術：中吉正
- 照明：沼田豊
- カメラ：依田幹雄
- 音声：三浦大和
- VE：平田稔
- VTR：岩上政一
- 美術：橋本潔
- タイトル：堀正芳
- 医事監修：山崎順啓
- 制作協力：日比谷スタジオ
- 制作：テレパック、よみうりテレビ

### 主題歌
- 『風の挽歌』　歌：小坂恭子（作詞：万里村ゆき子、作曲・編曲：坂田晃一）
  - 主題曲：『風の挽歌』（作曲：坂田晃一、編曲：土持城夫、ギター演奏：クロード・チアリ　インストゥルメンタル曲）

| よみうりテレビ・日本テレビ系 よみうりテレビ制作木曜21時台枠ドラマ   | よみうりテレビ・日本テレビ系 よみうりテレビ制作木曜21時台枠ドラマ | よみうりテレビ・日本テレビ系 よみうりテレビ制作木曜21時台枠ドラマ                   |
| 前番組                                                              | 番組名                                                            | 次番組                                                                              |
| ------------------------------------------------------------------- | ----------------------------------------------------------------- | ----------------------------------------------------------------------------------- |
| 北都物語-絵梨子のとき- （1975.1.9 - 1975.5.1）                      | 野わけ （1975.5.8 - 9.25）                                        | 冬の陽 ※21:00 - 21:54 （1975.10.2 - 1976.1.1）                                      |
| 日本テレビ系 木曜21:54 - 21:55枠 【当番組までよみうりテレビ制作枠】 |                                                                   |                                                                                     |
| 北都物語-絵梨子のとき- ※21:00 - 21:55 （1975.1.9 - 1975.5.1）       | 野わけ （1975.5.8 - 9.25）                                        | NNNニューススポット ※21:54 - 21:55 【1分拡大して継続】 【ここから日本テレビ制作枠】 |